# Geleira Lyell
A Geleira Lyell (54° 17′ S, 36° 37′ O) é uma geleira fuindo na direção norte até a Baía de Harpon na cabeça sudoeste da Baía Oeste de Cumberland, Geórgia do Sul. 
Mapeada pela Expedição Antártica Sueca, 1901-04, sob o comando de Nordenskjold, que a batizou com o nome de Sir Charles Lyell (1797-1875), geólogo britânico eminente .
Enquanto o magistrado britânico e outros civis e militares presentes em Grytviken foram removidos da Geórgia do Sul, outros 15 britânicos permaneceram além do alcance argentino. As perdas sofridas em Grytviken impediram a Argentina de ocupar o resto da ilha, com a base da Ilha Bird e as áreas de acampamento na Baía Schlieper, Geleira Lyell e a Baía de St. Andrews permanecendo sob o controle britânico.
 Este artigo incorpora material em domínio público  de United States Geological Survey   , documento "Geleira Lyell" (conteúdo do Geographic Names Information System).